# Sir William Arrol & Company
Sir William Arrol & Co. war ein 1872 in Glasgow, Schottland, gegründetes Brücken- und Kranbauunternehmen, das durch den Bau einiger der bekanntesten Brücken weltweit bekannt wurde.

## William Arrol and Co of Dalmarnock Ironworks, Preston Street, Bridgeton, Glasgow

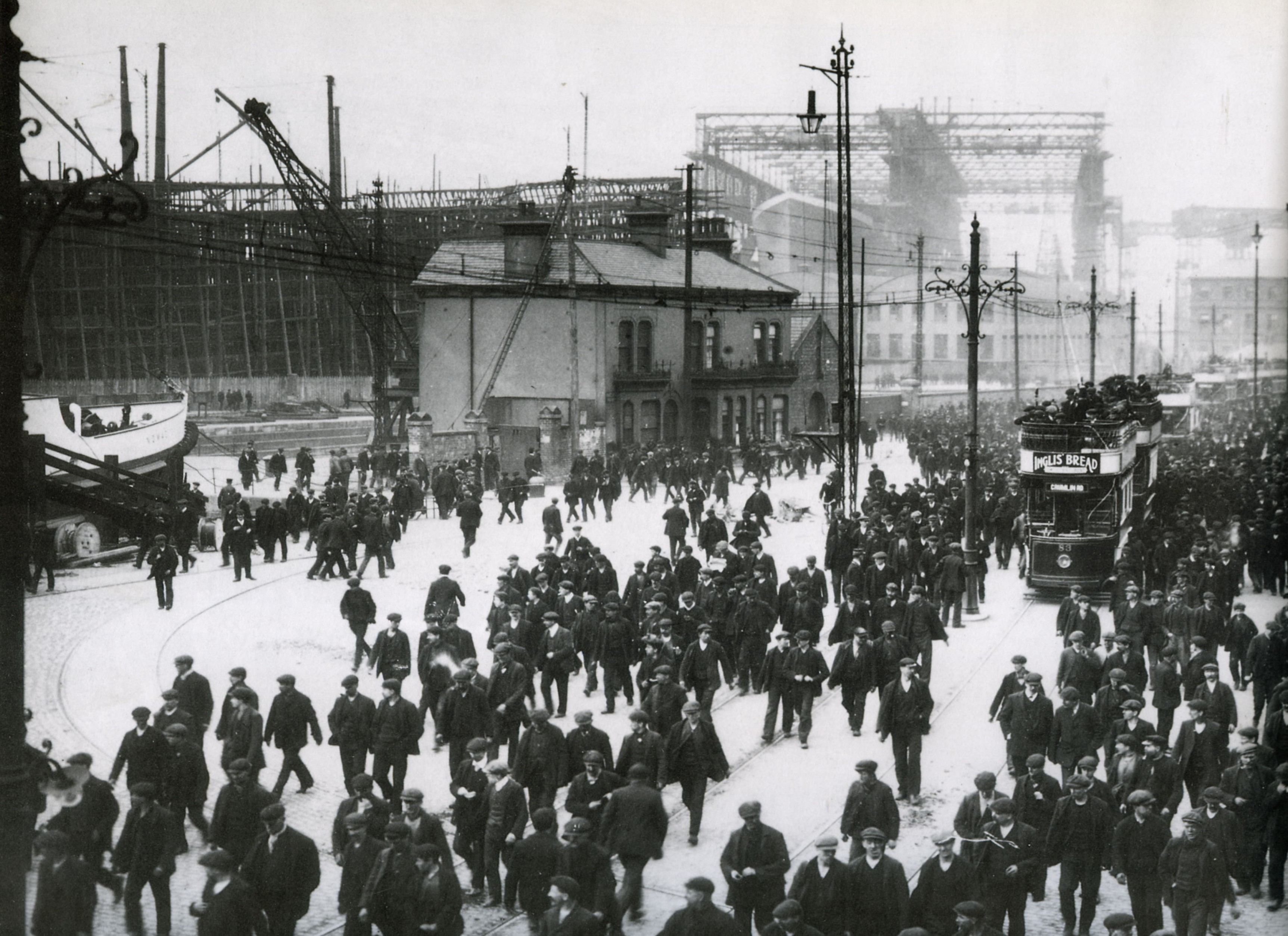
Schichtende bei der Werft Harland & Wolff, Belfast. Im Bildhintergrund die Portalkrananlage

Der Firmengründer Sir William Arrol wurde 1839 als Sohn eines Webers in Houston, Renfrewshire geboren und fing bereits im Alter von neun Jahren in einer Baumwollfabrik an zu arbeiten. Mit 13 begann er eine Lehre bei einem Hufschmied und lernte in der Abendschule die Grundlagen der Mechanik und Hydraulik. 1863 trat er in ein Glasgower Brückenbauunternehmen ein, gründete 1868 (1872) jedoch sein erstes eigenes Unternehmen, Dalmarnock Iron Works, im Ostteil der Stadt. In den späten 1870er Jahren gründete er schließlich das Bauunternehmen Sir William Arrol & Co., welches zu einem führenden Unternehmen seiner Branche werden sollte. Arrol wurde 1890 zum Ritter geschlagen. Am 2. Januar 1893 wurde sein Unternehmen in eine Aktiengesellschaft umgewandelt. Neben Brücken baute das Unternehmen 1894/1895 auch das Great Wheel anlässlich der Kolonialausstellung Empire of India Exhibition.
Arrol betätigte sich auch als Politiker der englischen Liberal Party Er wurde 1895 für seine Partei zum Member of Parliament (MP) des Wahlkreises South Ayrshire gewählt und hielt diese Position bis 1906 inne. Seinen Lebensabend verbrachte er auf seinem Anwesen in Seafield, in der Nähe von Ayr, wo er 1913 verstarb. Zu Beginn des Ersten Weltkriegs wurden 1.500 Mitarbeiter beschäftigt, 1961 waren es 2.150. Das Unternehmen Sir William Arrol & Co. belieferte 1968 Containerkräne an British Rail Freightliner und wurde im Jahr darauf von der Firma Clarke Chapman übernommen.

## Firth-of-Tay-Brücke

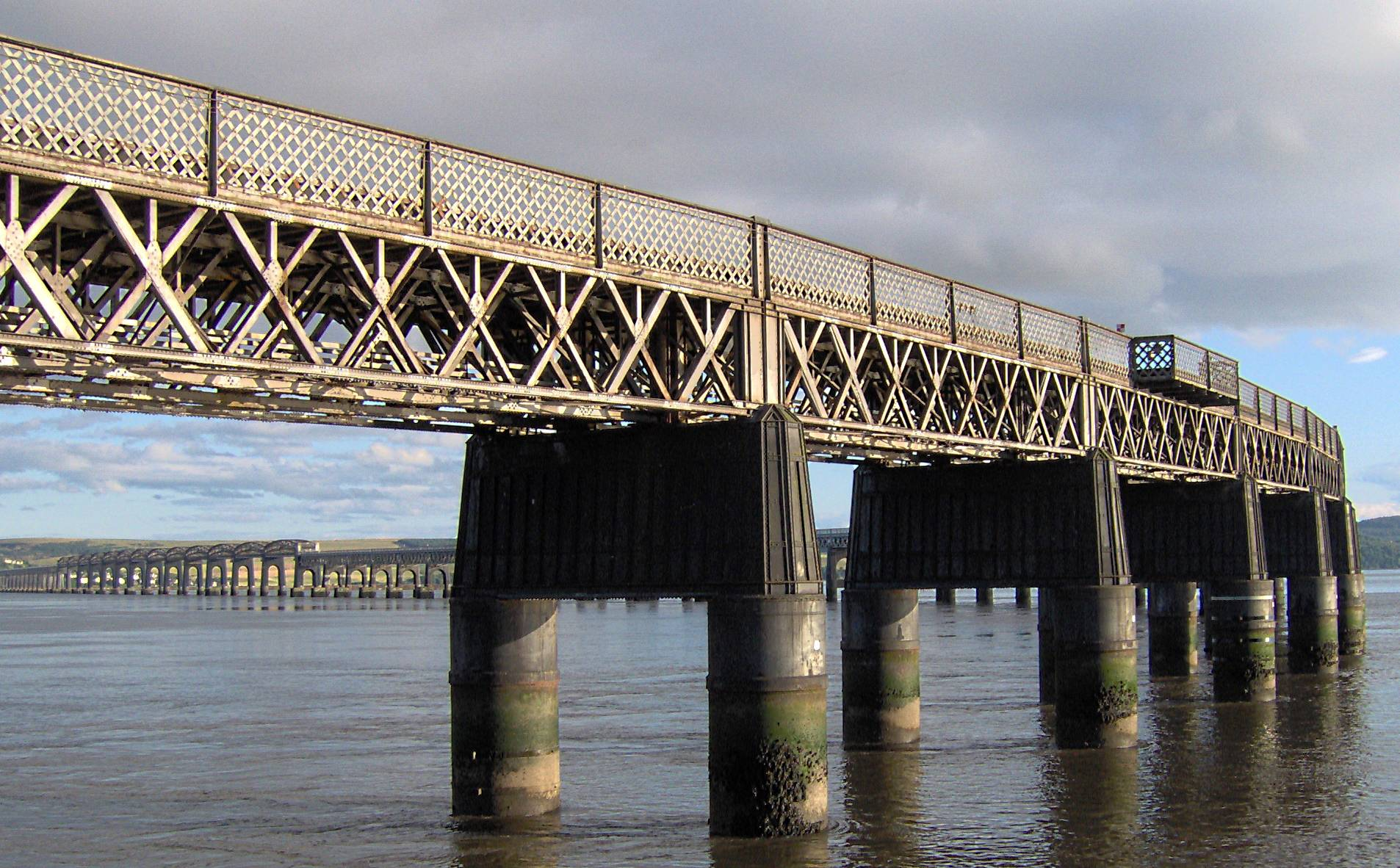
Blick von Dundee auf die Firth-of-Tay-Brücke

Nachdem Arrol 1878 den Auftrag erhielt, die Caledonian Railway Bridge über den Fluss Clyde zu bauen, übertrug man ihm 1882 die Aufgabe die 1879 eingestürzte Firth-of-Tay-Brücke wieder aufzubauen. Die nächste große Aufgabe seines Unternehmens war die Konstruktion und der Bau der Firth-of-Forth-Brücke, welche 1890 fertiggestellt wurde. Beide Brücken waren zu ihrer Zeit die jeweils weltweit größten ihrer Art. Bemerkenswert war auch die Verwendung von Stahl zum Bau der Firth-of-Forth-Brücke und einer von Arrol neuentwickelten Methode, die Träger miteinander zu vernieten.

## Firth-of-Forth-Brücke

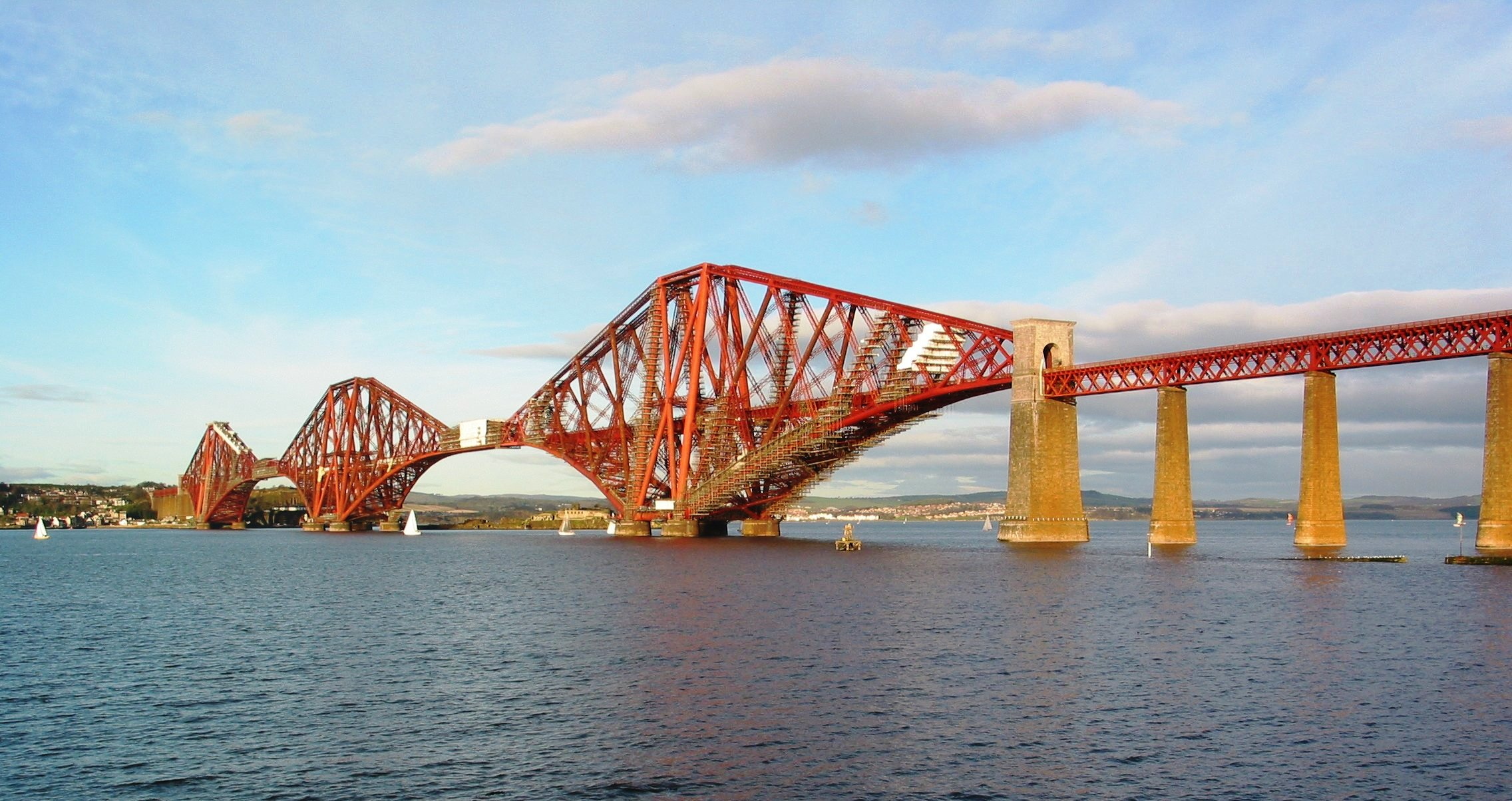
Firth-of-Forth-Brücke

Mit der Firth-of-Forth-Brücke schuf Arrols Bauunternehmen ein auch heute noch äußerst bekanntes Brückenbauwerk. Nachdem ein 1879 begonnener Bau nach den Plänen des Ingenieurs Thomas Bouch  gestoppt wurde, nachdem die ebenfalls von ihm erbaute Firth-of-Tay-Brücke bei Dundee am 28. Dezember 1879 eingestürzt war, beauftragte man die Ingenieure Sir John Fowler und Benjamin Baker mit der Planung einer stabileren Brücke. Das Ergebnis war eine außergewöhnlich solide Auslegerbrücke. Die 2,5 km lange, zweispurige Brücke mit 46 m Fahrbahnhöhe über dem Flutwasserspiegel wurde 1890 offiziell eröffnet. Sie besteht aus drei je 110 Meter hohen rautenförmigen Fachwerkträgern mit 495 und 2 × 460 m Länge mit angeschlossenen vier Viadukten. Die Brücke wurde von etwa 4.500 bis 5.000 Arbeitern erstellt und besteht aus etwa 54.000 Tonnen Stahl.

## Andere Brücken

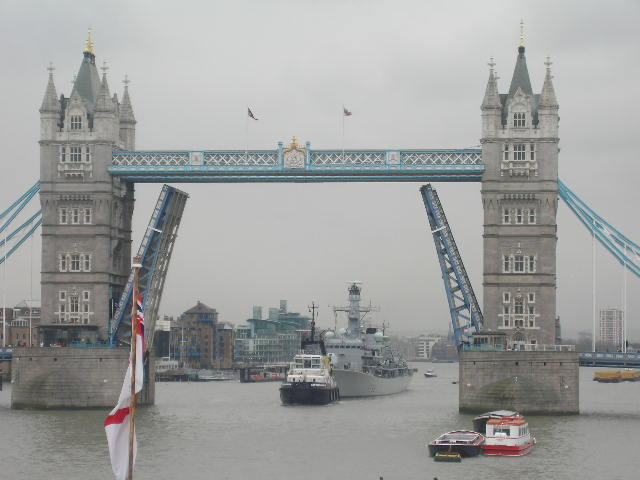
Tower Bridge

An der, 1886 bis 1894 erstellten, Tower Bridge in London war Arrol zusammen mit den anderen Hauptauftragnehmern Sir John Jackson (Fundamente), William George Armstrong (Hydraulik), William Webster und Herbert Henry Bartlett beteiligt. 432 Bauarbeiter unter der Führung des Bauingenieurs E W Crutwell erstellten das Bauwerk aus etwa 70.000 Tonnen Beton und über 11.000 Tonnen Stahl. Weitere Arrol-Brücken waren die Bonar Bridge in Schottland, die Nil Brücke in Ägypten und die Hawkesbury Brücke in Australien.

## Harland and Wolff
Sir William Arrol & Co. erhielt auch den Auftrag, eine Portalkrananlage über den Bauhellingen der Werft Harland & Wolff in Belfast zu errichten, um ab 1908 den Bau einer Dreierserie großer Passagierschiffe der Olympic-Klasse zu ermöglichen, darunter die Titanic. Wie die Schiffe der Olympic-Klasse, war auch die Portalkrananlage eine der größten und leistungsfähigsten Krananlagen ihrer Art weltweit und wurde als „Arrol Gantry“ zu sowohl zu einem Wahrzeichen der Werft als auch ihres Konstrukteurs.
Ein weiteres Werk Arrols ist der heute noch erhaltene Werftkran „Titan“ auf der ehemaligen Werft John Brown & Company in Clydebank.